# Хохлатый баклан

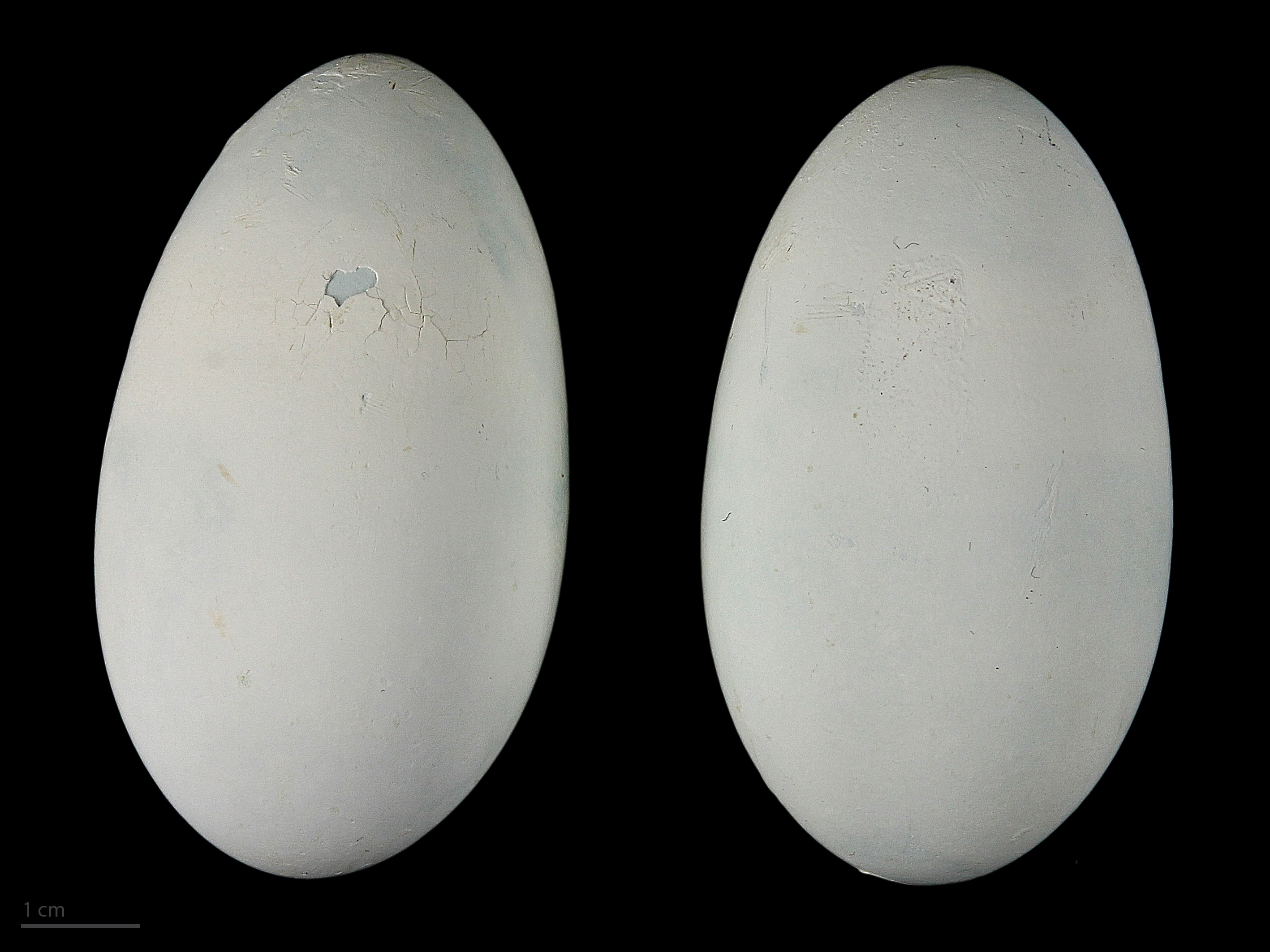
Яйцо Gulosus aristotelis, Тулузский музей

Хохла́тый бакла́н, или длинноно́сый бакла́н (лат. Gulosus aristotelis), — морская птица из семейства баклановых, единственный вид в роде Gulosus. Ранее классифицировался в роде Phalacrocorax.

## Внешний вид
Это птица среднего размера (длина тела 68—78 см, размах крыльев 95—110 см) и полностью чёрной окраски. От большого баклана, помимо меньшего размера, отличается более тонким и острым клювом, оливково-зелёным тоном оперения и отсутствием белого пятна на щеках и горле. У молодых, светлоокрашенных птиц это пятно иногда бывает, но низ тела тёмный (в отличие от птенцов большого баклана). У взрослых птиц весной и летом на голове хохол, голая кожа у основания клюва жёлтого цвета. Исключительно морская птица.
Осторожна, хорошо плавает и ныряет. Летает довольно тяжело и долго в воздухе не держится. Взлетает с трудом, обычно со скалы или с уступа. Взлетая с воды набирает разбег.
- Длина тела от 69 до 72 см.
- Размах крыльев 0,90—0,94 м.
- Длина крыла 26,5—29,5 см.
- Длина клюва 5,3—6,0 см, высота клюва у основания 1,4—1,7 см. У средиземноморского баклана клюв 6,0—7,1 см.
- Вес птицы в среднем — 1,865 кг.
- Первостепенных маховых перьев — 11.
- Хвост округлый, из 12 жёстких рулевых перьев.
- Оперение жёсткое, плотно прилегающее к телу.
- Уздечка, кольцо вокруг глаза и основания нижней челюсти у взрослых и молодых птиц голые.

### Окрас
- Пуховой птенец имеет черновато-бурый пух, несколько более светлый на голове и шее. Голая тёмная кожа вокруг глаз, у угла разреза рта и на нижней челюсти грязного желтовато-оранжевого цвета. Радужина светло бурая. Ноги буровато-чёрные.
- Гнездовой наряд: верх головы, шея, спина, поясница, лопаточные и плечевые перья чёрные с немного заметным зелёным металлическим блеском. Кое-где имеются широкие тёмные неблестящие окаймления отдельных перьев. Подбородок грязно белый, брюшная сторона шеи и её бока — бурые с мелкими и частыми продольными пестринами, более тёмными на боках шеи. Грудь, брюхо, бока тела грязно белые с редкими светло бурыми пятнами на груди и боках брюха. Подхвостья и перья голени бурые. Маховые и рулевые темно бурые без блеска. Верхние кроющие крыла бурые со светло бурыми широкими окаймлениями перьев. Ноги грязно розовые. Клюв бурый с более тёмной полоской вдоль конька надклювья.
- Первый брачный наряд: верхняя сторона головы, шея и спина с более сильным зелёным металлическим блеском, чем у птиц в гнездовом наряде. Мелкие кроющие крыла, второстепенные и первостепенные маховые тёмно бурые с металлическим блеском на кроющих крыла и на наружных опахалах второстепенных и первостепенных маховых. Нижняя сторона тела бурая без пестрин и блеска, светлеющая на шее к подбородку. Подбородок грязно белый. Ноги бурые.
- Первый зимний наряд похож на взрослый, но низ тела тёмно бурый с очень слабым металлическим блеском. Подбородок бурый с редкими мелкими белыми пестринами. Ноги буровато-чёрные.
- Послебрачный зимний наряд (взрослые птицы): оперение чёрное с зелёным металлическим блеском, особенно сильно выражающимся на верхней стороне головы и шеи. Перья передней части спины, лопаточные, плечевые и кроющие крыла с зеленовато-бронзовым металлическим блеском и с блестящими бархатисто чёрными окаймлениями отдельных перьев. Ноги чёрные. Клюв чёрный, бледнеющий на вершине и желтоватый у основания нижней челюсти. Голая кожа вокруг глаз и у основания клюва жёлтая, испещрённая вокруг клюва чёрными пестринками. Радужина ярко зелёная.
- Брачный наряд (взрослые птицы): на передней части головы имеется — чёрный хохолок, перья которого на вершине загнуты вперёд.

### Голос
Атлантический баклан — молчаливая птица. Издаёт низкие хрипящие звуки только тогда, когда чем-то встревожена, находясь в гнезде или при кормлении птенцов.

## Распространение
Длинноносый баклан обитает в западной Палеарктике от Норвегии до Исландии, Фарерских островов, Англии, Ирландии и по атлантическому побережью Европы до Пиренейского полуострова, по побережью Средиземного и Чёрного морей и на северо-западном побережье Африки. В России этот вид считается редким: встречается на Кольском полуострове на Мурманском побережье и в Крыму.

### Систематика

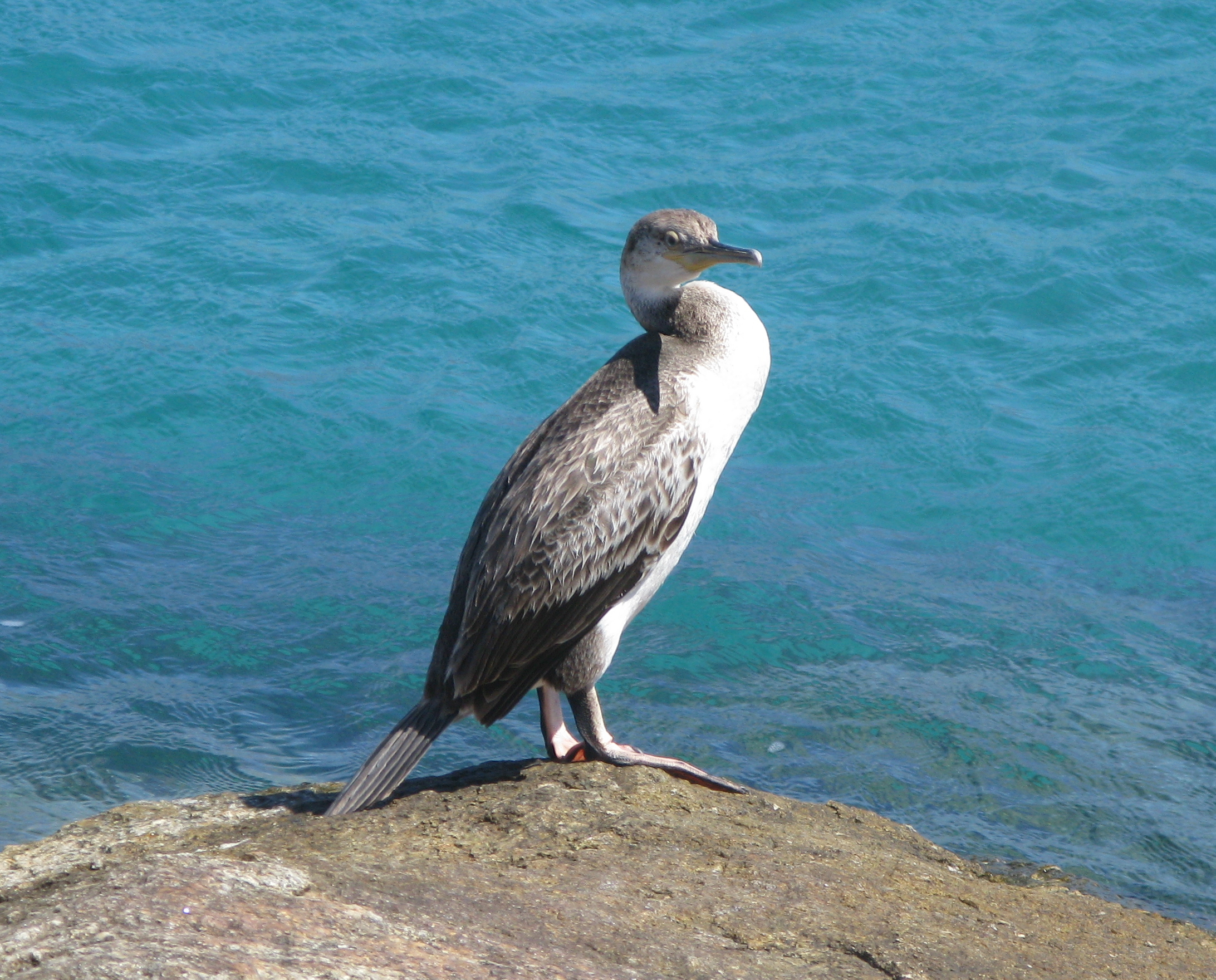
Средиземноморский длинноносый баклан

Длинноносый баклан имеет три подвида, различающихся пропорциями клюва, окраской голых частей головы и перепонок лап, а также деталями экологии:
- Атлантический длинноносый баклан Gulosus aristotelis aristotelis (Linnaeus, 1761) — Атлантическое побережье Португалии, Испании, Франции, Бельгии, Голландии, Британские острова (южное и восточное побережье Англии, Уэльс, восточное побережье Шотландии, юго-западное и западное побережье Ирландии), Исландия, Фарерские острова, Норвегия и Кольский полуостров, на восток по Мурманскому побережью и по прилежащим островам до Йоканги;
- Средиземноморский длинноносый баклан Gulosus aristotelis desmarestii (Payraudeau, 1924) — острова и северное побережье Средиземного моря и прилегающие острова, средиземноморское побережье Малой Азии, северо-западное побережья Чёрного моря (Днепровский лиман) и берег Крымского полуострова (Черноморское, Гурзуф, Балаклава);
- Gulosus aristotelis riggenbachi (Hartert, 1923) — западный берег Марокко от Могадора до мыса Бланко в Тунисе.

### Численность
Менее многочисленный, чем большой баклан. Распространение спорадично.
Атлантический длинноносый баклан обыкновенен на побережье Кольского полуострова и на некоторых островах Мурманского побережья. Численностью преобладал над большим бакланом, но, вследствие консервации заповедника «Семь островов» в 1947 году, количество бакланов резко уменьшилось.
Средиземноморский баклан в Днепровском лимане малочисленный, но по побережью Крымского полуострова обычен и местами даже многочисленнее, чем большой баклан.

## Образ жизни

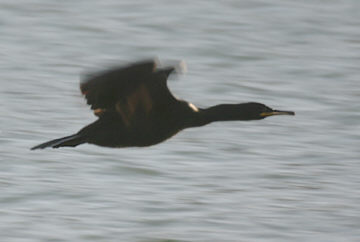
Летящий длинноносый баклан

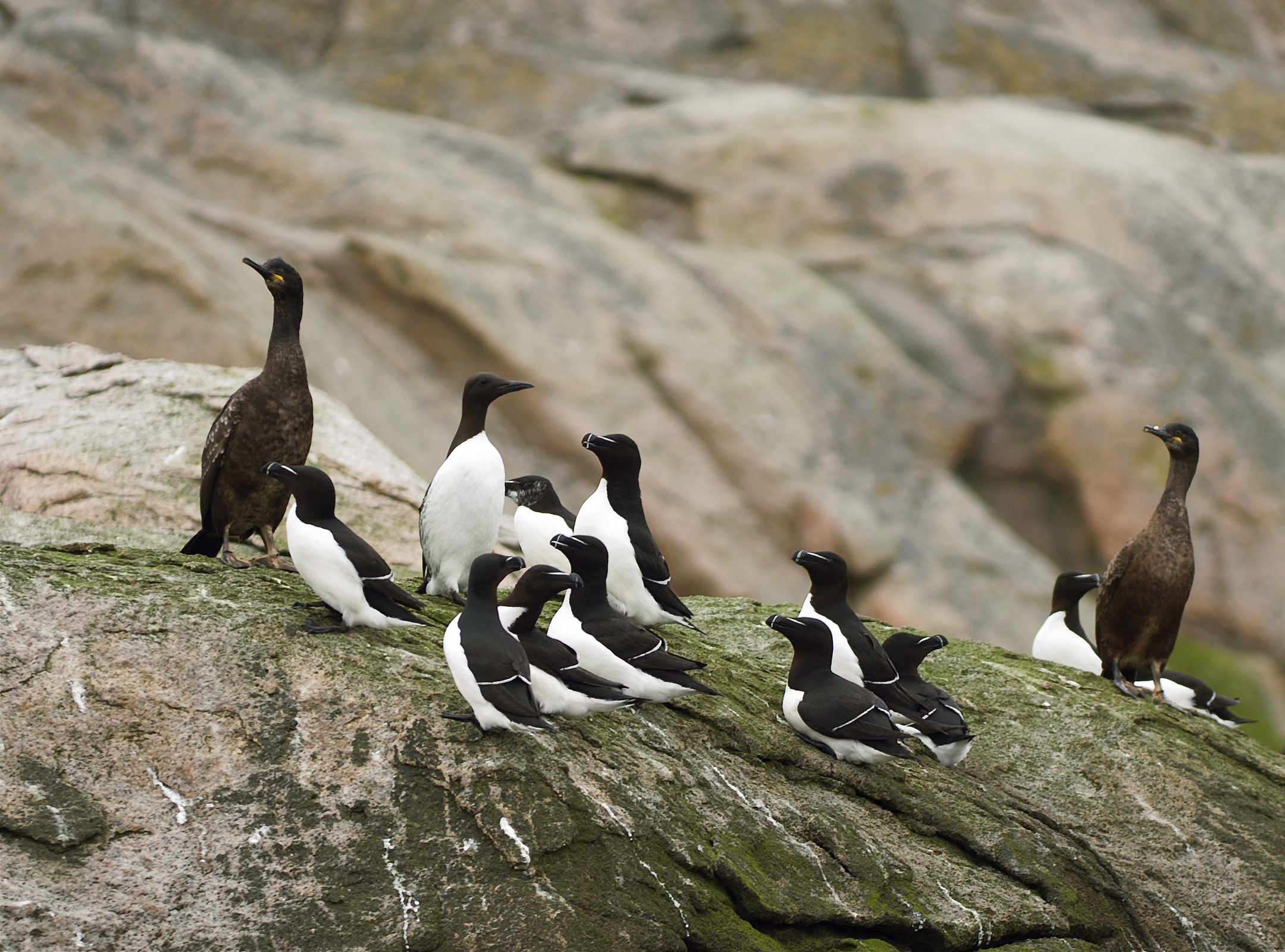

Оседлая и кочующая морская птица. Появляется на суше только в период гнездования. Остальное время проводит в море недалеко от берегов. На внутренние водоёмы залетает очень редко. Гнездится на скалистых побережьях, островах и отдельно стоящих скалах.
Атлантический длинноносый баклан гнездится, зимует и кочует в небольшом числе на Мурманском побережье. На Британских островах и южней оседлый. Селится на высоких, обрывистых скалах с глубокими расщелинами, нишами, уступами, лежащие в море или на морском побережье материков и островов. Колонии на «Семи островах» смешанные, совместно с большим бакланом, кайрами, гагарками, моевками и другими птицами. Иногда встречаются колонии, состоящие только из длинноносых бакланов. В колонии бывает от 10 до 15 гнёзд.
Средиземноморский баклан во время своих осенних и зимних кочеваний держится у берегов, обычно недалеко от мест гнездовий. Иногда откочёвывает далеко — встречается осенью в Азовском море, а зимой в Средиземном море у берегов африканского материка. Направление кочёвок в зимнее и осеннее время в Чёрном море определяется скоплением и миграциями рыбных стай.

### Питание
Длинноносые бакланы питаются исключительно морской рыбой, за которой ныряют на глубину до 45 метров. В противоположность другим бакланам рыбу в основном ловят у дна, поэтому в открытом море над большими глубинами не встречаются.
Атлантический длинноносый баклан питается: у Мурманского побережья треской, сельдью, песчанкой, бычками и отмечен только один случай, когда в желудке было обнаружено два краба. У Британских островов угрями, сарганами, сельдью, губанами и, как исключение, моллюсками и ракообразными. Охотятся обычно поодиночке. Ныряя за кормом, проводят под водой до 3—4 минут.
У средиземноморского баклана пищу составляет рыба, ведущая стайный образ жизни.

### Размножение

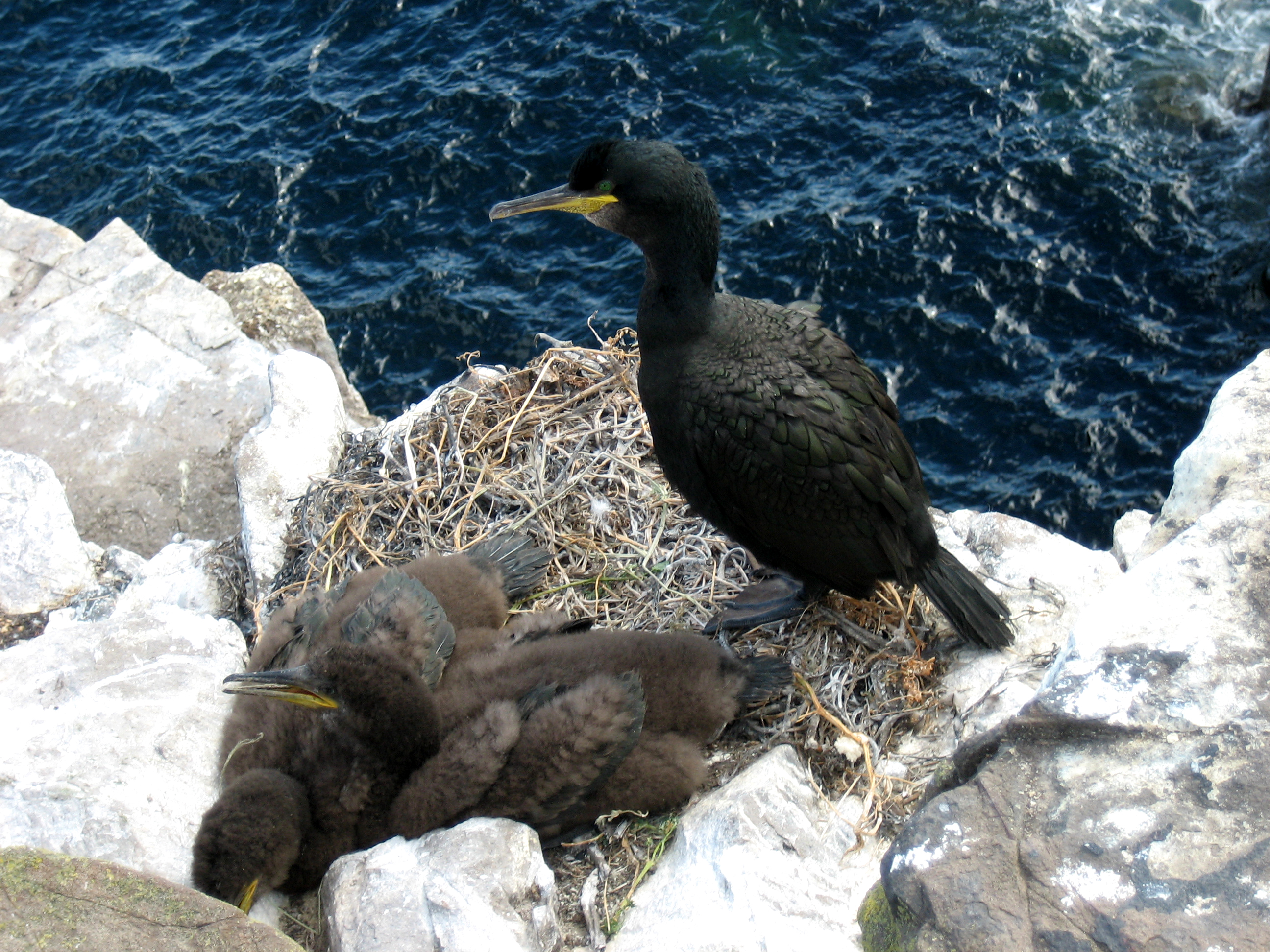

Длинноносые бакланы чаще гнездятся колониями, реже — отдельными парами в труднодоступных местах на скалах или среди камней почти у самой земли. Гнездо строят из водорослей и сухой травы, а также из ветвей ивы и можжевельника и используют несколько лет. Яйца белого цвета откладывают весной в зависимости от того, когда в окрестностях гнезда стает снег. Если весна поздняя, часть бакланов может и вовсе отказаться от гнездования. Хохлатый баклан откладывает от 2 до 5 яиц, насиживают кладку и самец и самка. Все гнёзда хохлатых бакланов на территории России строго охраняются.
Атлантический длинноносый баклан к местам гнездовья на «Семь островов» прилетает в середине марта. Держится в море поодиночке или небольшими стаями. Гнёзда устраиваются скрыто — в горизонтальных и вертикальных расщелинах скал, в карнизах, под большими глыбами, в нишах. Не видно не только гнезда, но и всей колонии. Изредка встречаются открытые гнёзда. Гнездо из ветвей ивы, небольшое количество ветвей можжевельника, слоевища фукуса и пр. Лоток выстлан кустиками вороницы и сухой прошлогодней травой. Гнёзда имеют неправильную округлённую форму, в диаметре до 45—55 см, высотой около 15 см. У отдельной пары на устройство гнезда уходит в среднем 2—3 дня. Одно гнездо птицы занимают в течение нескольких лет. Кладка яиц начинается с середины мая.
Количество яиц в кладке неравномерно: обычно 3, редко меньше, довольно часто встречается 4—5 яиц и как исключение б. Иногда встречаются кладки в 7 и 11 яиц, отложенные, по-видимому, двумя самками в одно гнездо. Яйца светло голубого цвета покрытые белым известковым слоем, продолговато-овальной или овальной формы, похожие на яйца большого баклана, но меньших размеров. Размеры яйца от 5,66 × 3,49 до 8,7 × 3,9 см. Средний вес 42,6 г.
Перерывы между откладываемыми яйцами от 1 до 5 дней. В году одна кладка, но при гибели первой кладки бывает вторая — дополнительная. Если кладка уничтожена в самом начале насиживания, птицы сразу приступает ко второй кладке. Если же кладка уничтожена в конце насиживания, то вторая кладка наступает через большой промежуток времени. Насиживание начинается с откладки первого яйца, насиживают оба родителя, на яйцах сидят плотно, в особенности при приближении срока вылупления. Период насиживания 30—32 дня.

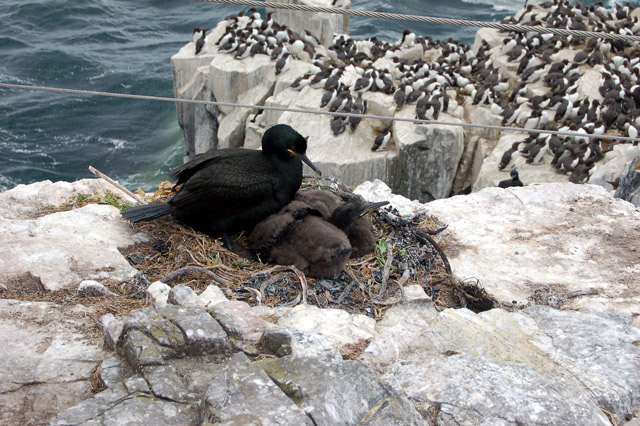

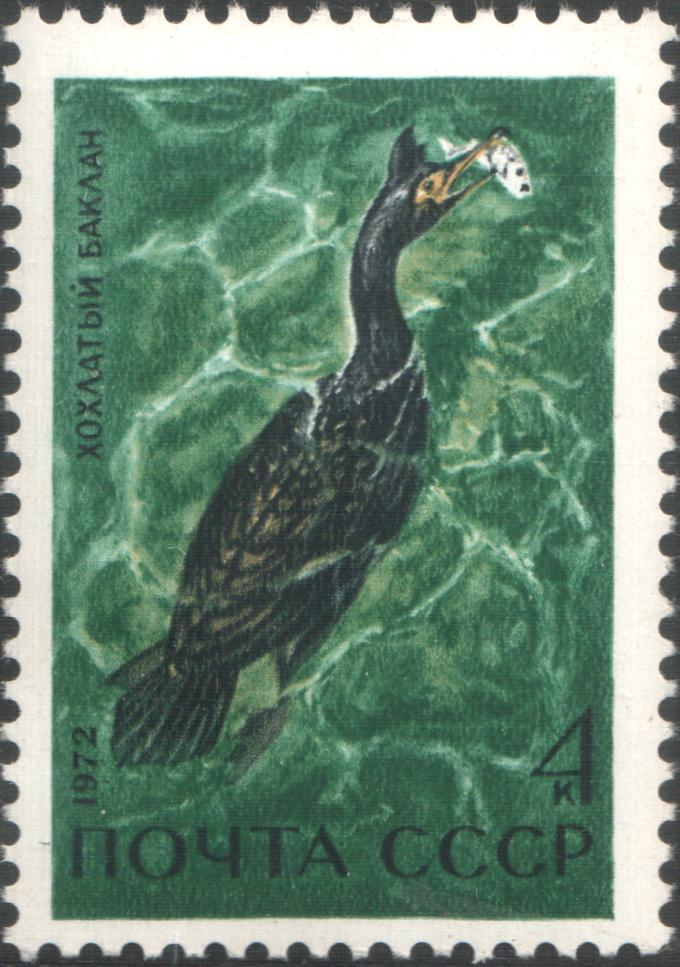
Почтовая марка СССР, 1972 год

Птенцы в кладке разного возраста. Вылупляются голыми, слепыми, с белым яйцевым бугорком на надклювье, с тёмноокрашенной, влажной кожей и непропорционально длинной шеей. Глаза на девятый день намечаются в виде узких щелей, на двенадцатый день открываются полностью. Вес вылупившегося птенца от 30,5 до 31,5 г. Первые 3 дня вес прибавляется медленно, затем резко начинает увеличиваться. Вес птенца в 10 дней — 125 г, в 13 дней — 250 г, в 15 — 375 г, 42-дневный — 1 кг 760 г.
Развитие оперения идёт медленно: первые редкие пушинки появляются на 8—9-й день. В 13 дней птенец покрыт неравномерно и не вполне развитым пухом. На 20-й день весь птенец покрыт пухом, на крыльях имеются 2 ряда пробивающихся маховых перьев и начинают появляться рулевые перья. На 36 день у птенца на концах маховых и рулевых ещё имеется пух. На 50—52-й день птенец одет в гнездовой наряд. На 60-й день птенцы неуклюже покидают гнездо.
Выкармливают птенцов оба родителя, первое время — отрыгиваемой полупереваренной пищей, причём взрослая птица захватывает голову птенца глубоко в клюв. Первые 2 недели взрослые птицы отлучаются от гнезда поочерёдно: одна сидит на гнезде, другая — добывает корм.
Птенцы очень чувствительны к холоду, в особенности первые две недели жизни: при температуре +10 °С без взрослой птицы в гнезде через 8—10 минут начинают холодеть, движения замедляются и через короткое время погибают.
Средиземноморский длинноносый баклан гнездится колониями, чаще самостоятельными, но иногда вместе с другими птицами, преимущественно с большим бакланом. Гнездо устраивает в трудно доступных местах, метрах в 50—60 над водой, в щелях, нишах скал, в пещерах и на уступах скал. Гнездо массивно, свито из водорослей, внутри выстлано травой. Одно гнездо служит птицам в течение нескольких лет. Вся скала, как и само гнездо, густо испачканы помётом и хорошо заметны издали.
В кладке 3—5 бледно голубых яиц, покрытых сверху толстым известковым слоем. Яйца овальной формы, несколько меньших размеров и более удлинённые, чем яйца атлантического подвида. Размеры от 54,2 × 34,3 до 69,7 × 40 мм. Насиживание начинается в конце марта. В конце апреля выклёвываются птенцы. До осени молодые птицы вместе со взрослыми держатся у мест своих гнездовий.

## Охрана
Вид занесён в Красную книгу Украины (1994, 2009), Бернской конвенции (Приложение III). Занесён в перечень редких и исчезающих видов и подвидов, большая часть ареалов которых находится в Европе (ЕЭС Директива по охране птиц), в Красную книгу Чёрного моря.
В России охраняется в Карадагском и Опукском заповедниках.
В списке охраняемых видов в заказнике на острове Фула в Шотландии, 2400 пар, 1,9 % популяции Северной Европы.